# Inezgane
Inezgane is een stad in Marokko en is de hoofdplaats van de prefectuur Inezgane-Aït Melloul.
In 2014 telde Inezgane 130.333 inwoners.